# Sassolin
Sassolin (sasollit, rodzimy kwas borowy) – minerał, z gromady wodorotlenków. Należy do minerałów wyjątkowo rzadkich.
Nazwa pochodzi od laguny Sasso w Toskanii we Włoszech, gdzie go odkryto.

## Właściwości
Zazwyczaj tworzy kryształy o pokroju płytkowym, łuseczkowym. Często tworzy szczotki krystaliczne.  Występuje w skupieniach zbitych, ziarnistych, tworzy naskorupienia i naloty. Jest giętki, sprężysty, ma charakterystyczny kwaśno-gorzki smak. Jest tłusty w dotyku, łatwo rozpuszcza się w gorącej wodzie. Został poznany wśród produktów wydzielonych przez termy Sasso koło Castelnuovo, następnie znaleziony w produktach ekshalacji Wezuwiusza i Vulcano.

## Występowanie
Powstaje jako produkt ekshalacji wulkanicznych, wytrąca się z gorących źródeł. Często spotykany w kraterach wulkanów, współwystępuje tam z siarką rodzimą.
Miejsca występowania: sassolin występuje w Australii, Japonii, Rosji, Niemczech (Nadrenia Północna-Westfalia), Stanach Zjednoczonych (Kalifornia, Nevada) i we Włoszech.

## Zastosowanie
- ma znaczenie naukowe,
- ma znaczenie kolekcjonerskie,
- źródło otrzymywania kwasu borowego.